# Charles de Saint-Évremond
 (mai 2019).
Charles Le Marquetel de Saint-Denis dit Saint-Évremond, seigneur de Saint-Ébremond, ondoyé le 5 janvier 1614 à Saint-Denis-le-Gast (en Normandie) et mort le 9 septembre 1703 à Londres, est un moraliste et critique libertin français.

## Biographie

### 1614-1661: une première partie de vie en France

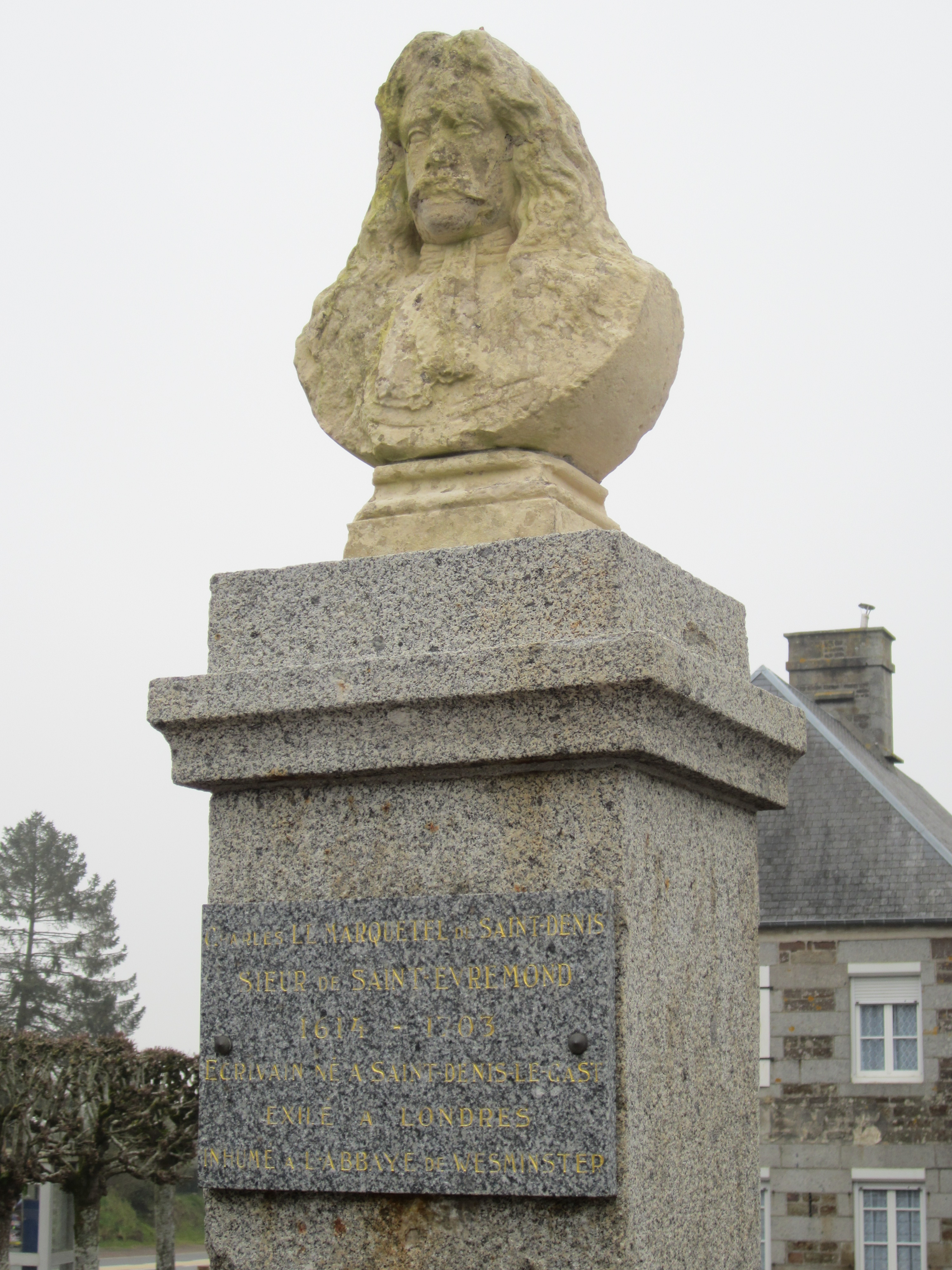
Buste de Charles de Saint-Évremond dans sa commune natale de Saint-Denis-le-Gast.

Charles Le Marquetel de Saint-Denis est le quatrième des sept enfants — six garçons et une fille morte en bas âge, — de Charlotte de Rouville et Charles Le Marquetel de Saint-Denis, seigneur de Saint-Denis-le-Gast et de Saint-Ébremond-sur-Lozon. Né dans la demeure familiale à Saint-Denis-le-Gast, près de Coutances, dans les derniers jours de décembre 1613 ou les premiers de janvier 1614,, l'enfant est ondoyé le 5 janvier et baptisé deux ans plus tard, le 3 janvier 1616. Son parrain est Charles de Matignon, lieutenant général au gouvernement de Normandie,.
En 1624, à 10 ans, le chevalier de Saint-Évremond (le nom de Saint-Denis est réservé à son frère aîné) est inscrit chez les jésuites, à Paris, au collège de Clermont. En rhétorique, il a pour professeur le père Canaye, qu'il évoquera par la suite dans la Conversation du maréchal d'Hocquincourt. En quatre ans, il termine ses études secondaires. Destiné en tant que cadet à un métier du droit, il entreprend en 1628 des études juridiques à l'université de Caen. Il n'a aucun goût pour le droit, se sentant attiré par le métier des armes. Aussi, en 1629, son père l'inscrit-il au collège d'Harcourt, à Paris, ce qui lui permet de fréquenter parallèlement une académie, où il reçoit une instruction militaire,.
Cet homme du monde lettré entame une brillante carrière dans l'armée. En 1630, il est nommé porte-enseigne à Champagne-Infanterie. En 1632, à l'issue de la bataille de Castelnaudary, il obtient une lieutenance. En 1640, il entre au service de Louis II de Bourbon-Condé, alors duc d’Enghien, qui, en 1642, lui donne la lieutenance de ses gardes. Il fait preuve de bravoure à Rocroi (1643), à Fribourg (1644), à Alerheim (1645), et dans les campagnes d’Allemagne et des Flandres.
Dans le même temps, il cultive les lettres avec un esprit de raillerie et de satire, se liant à des hommes de valeur, comme Turenne, d'Albret, Créquy, Candale, Gramont, d'Olonne ou Clérembault, sans toutefois négliger le plaisir vers lequel le porte sa nature épicurienne. Mais ses railleries sur Condé, devenu en 1646 prince de Condé, lui font perdre sa lieutenance en 1648. La Fronde lui donne l’occasion de montrer son courage et son esprit. Il reste fidèle à la cause royale, et compose un spirituel pamphlet, très apprécié à la cour : La Retraite de M. de Longueville en son gouvernement de Normandie. Il devient maréchal de camp en 1652.
En 1656, il participe à la création de l'Ordre des trois coteaux, qui renaîtra au XXe siècle sous le nom d'Ordre des coteaux de Champagne,. Recherché dans la société comme le modèle du « galant homme et [de] l’homme honnête », charmant les salons par sa vive causerie et les ruelles par ses madrigaux, tenant le premier rôle chez Ninon de Lenclos, faisant figure aux soupers des gourmets lettrés, il mène une vie conforme à ses goûts.

### 1661-1703: une seconde partie de vie en Angleterre
Il tombe en disgrâce aux yeux du roi après la découverte en 1661 de sa Lettre au marquis de Créqui sur la paix des Pyrénées (1659), vive critique du cardinal Mazarin. Contraint de s’exiler, il se réfugie en Hollande, puis en Angleterre, où la cour et les cercles littéraires lui font bon accueil,. Le roi Charles II le reçoit et lui attribue une pension de trois cents livres sterling. Il mène une vie d’épicurien, fréquentant l’élite de l’aristocratie et des gens de lettres. En 1675, quand Hortense Mancini, duchesse de Mazarin, s’établit à Londres, il devient son chancelier, l’aidant à constituer un salon réputé où se réunissent les grands écrivains anglais de l'époque, et dont il devient l’un des principaux acteurs,,. L’usage du français est alors si répandu en Angleterre que Saint-Évremond ne se donne la peine d’apprendre de la langue anglaise que ce dont il a besoin pour la vie quotidienne et, lorsqu’il réside à la campagne, dans ses relations avec les paysans. Il fréquente, en outre, au côté de Dryden, de Temple et de Swift, le café littéraire de Will, sans interrompre ses relations avec ses amis français, avec qui il entretient une vive correspondance. Des deux côtés de la Manche, on fait appel à son goût et à son jugement pour résoudre les questions délicates.
La découverte de la Lettre au marquis de Créqui ne semble pas suffire à expliquer une si longue disgrâce. Voltaire, dans le Siècle de Louis XIV, l'attribue à une cause secrète, restée inconnue. Ses mœurs n’y sont sans doute pas étrangères. Il aurait été le destinataire de l'une des Lettres de Cyrano de Bergerac, adressée à « Mademoiselle de Saint-Denis ». Lui-même fait allusion à la raison pour laquelle le séjour de l’Angleterre lui paraît désormais préférable à sa vie en France :
J’ai vu le temps de la bonne Régence,
Temps où régnait une heureuse abondance
Temps où la ville aussi bien que la cour
Ne respiraient que les jeux et l’amour.
Une politique indulgente
De notre nature innocente
Favorisait tous les désirs
Tout goût paraissait légitime.
La douce erreur ne s’appelait point crime.
Les vices délicats se nommaient des plaisirs.
De nombreuses démarches sont entreprises pour solliciter la fin de son exil. Elles n’aboutissent qu’en août 1690, lorsque Louis XIV l’autorise enfin à rentrer en France. Fort âgé, Saint-Evremond s'y refuse, s'étant habitué à la vie en Angleterre, aux faveurs de Guillaume III, et chérissant l'affection de la duchesse de Mazarin. Aussi finit-il sa vie à Londres où il s’éteint à l'âge avancé de 89 ans. Fidèle à ses croyances, il refuse la visite de prêtres et de pasteurs, mais a l’honneur d'être inhumé dans le coin des poètes de l’abbaye de Westminster. Il est « un des très rares étrangers » reposant dans cette abbaye.
Du reste ne pourrait-on pas voir un détournement de ce personnage historique dans un ouvrage de Charles Dickens qui utilise le patronyme du Marquis Saint-Évremonde à plusieurs reprises notamment dans A Tale of two cities (ch. VI et suivants) ? il en fait le contraire de ce que fût la vraie vie de notre célèbre amateur de vins de rivière.

## Œuvres
Par bien des aspects, l’incrédulité et le scepticisme qui transparaissent chez celui qui se définit lui-même comme  laissent présager les tendances philosophiques qui caractériseront les Lumières au siècle suivant. Un trait particulier de sa physionomie littéraire est en effet de représenter le critique de profession tel qu’on le trouve au siècle suivant. Ses écrits dénotent une tolérance et une indépendance d’esprit qui en font l’un des principaux représentants du courant libertin du XVIIe siècle. Saint-Évremond y apparaît comme le type même de l’idéal de l’« honnête homme » recherché par son siècle. Dans ses dissertations, généralement courtes, il ouvre des aperçus souvent justes, toujours ingénieux. À la délicatesse, à la sagacité et à la finesse de la raison, il unit la mesure, sans cesser de juger librement d’après ses opinions personnelles. Il émit, lors de la querelle des Anciens et des Modernes, des idées des plus justes :

« Il faut convenir, dit-il, que la Poétique d’Aristote est un excellent ouvrage ; cependant il n’y a rien d’assez parfait pour régler toutes les nations et tous les siècles […] Si Homère vivait présentement, il ferait des poèmes admirables, accommodés au siècle où il écrirait […] toujours des chefs-d’œuvre, non pas en tout des modèles. Ils formeront notre jugement et le jugement réglera la disposition des choses présentes. »

L’incrédulité religieuse caractérisa cet épicurien bien moins convaincu de l’immortalité de l’âme que de l’authenticité de la bonne chère et des beuveries. La plus fameuse de ses œuvres demeure sans aucun doute la Conversation du maréchal d’Hocquincourt avec le père Canaye, merveille d’esprit et de raillerie. Son œuvre historique, les Réflexions sur les divers génies du peuple romain (1663), inspira les théories de Montesquieu. Saint-Évremond aborde divers thèmes, de la littérature (Sur nos comédies, De quelques livres espagnols, italiens et français, Réflexions sur la tragédie ancienne et moderne et Défense de quelques pièces de Corneille) à l’histoire contemporaine (Parallèle de M. le Prince et de M. de Turenne). C’est sans conteste dans son abondante correspondance que celui-ci a livré le meilleur d’une pensée marquée du sceau de l’indépendance, du scepticisme et de l’ironie, et opposée à tout esprit de système.
L’écriture demeura un divertissement pour Saint-Évremond, qui refusa longtemps de faire imprimer ses ouvrages. Ceux-ci circulèrent en manuscrits, dont la rareté ajouta au succès. On en fit, sans son consentement, des éditions peu exactes. Celle de Barbin (1668, in-12) se vendit si rapidement qu’on se mit à imprimer sous son nom des pièces qui n’étaient pas de lui. Enfin, il se décida à préparer avec Des Maizeaux une édition que celui-ci publia après sa mort, sous le titre de Les Véritables Œuvres de M. de Saint-Évremond, publiées sur les manuscrits de l’auteur (Londres, 1705, 3 vol. in-4° ; 1708, 7 vol. in-12, Amsterdam, 1726, 7 vol. in-12, Paris, 1740, 10 vol. in-12; 1753, 12 vol. in-12).

### Publications
- Œuvres mêlées (1643-1692), et puis une édition corrigée (1705).
- Retraite de M. le duc de Longueville en Normandie (1649)
- La Comédie des Académistes pour la réformation de la langue françoise. Pièce comique, 1650. Lire en ligne.
- Conversation du maréchal d’Hocquincourt avec le Père Canaye (1656)
- Lettre au marquis de Créqui sur la paix des Pyrénées (1659)
- Réflexions sur les divers génies du peuple romain (1663)
- Jugement sur Sénèque, Plutarque et Pétrone, avec l'histoire de la Matrone d'Éphèse, Paris, Claude Barbin, 1664. Lire en ligne.
- De quelques livres espagnols, italiens et français (1668 ?)
- Réflexions sur la tragédie ancienne et moderne (1672)
- Parallèle de M. le Prince et de M. de Turenne (1673)
- Sur nos comédies, où l’auteur raille le nouveau genre de spectacle introduit en France. (1677)
- Défense de quelques pièces de Corneille (1677)
- Discours sur Épicure, Paris, Claude Barbin, 1684. Lire en ligne.
- Œuvres meslées de Mr. de Saint-Évremont, Paris, Claude Barbin, 1689. Lire en ligne.
- Les Pensées sur l’honnêteté de Damien Mitton ont été attribuées à Saint-Évremond dans la première édition des Œuvres mêlées.
- Saint-Evremoniana ou Recueil de diverses pensées curieuses […] de Mr. de Saint-Évremont. Amsterdam, 1701. Lire en ligne.

### Éditions
- Les Opéra, éd. Robert Finch et Eugène Joliat, Genève, Droz, 1979
- Œuvres en prose, 4 tomes, éd. René Ternois, Paris, Didier, 1962-1969.
- Lettres, 2 tomes, éd. intro. René Ternois, Paris, Didier, 1967-1668.
- Saint-Évremond et Comte d'Ételan, La Comédie des Académistes, et Saint-Évremond, Les Académiciens. Édition critique par Paolo Carile. Milano, Cisalpino-Goliardica, Paris, Librairie A.G. Nizet, 1976.
- Entretiens sur toutes choses, éd. David Bensoussan, Paris, Desjonquères, 1998  (ISBN 2-84321-010-0)
- Écrits philosophiques, éd. Jean-Pierre Jackson, Paris, Alive, 1996  (ISBN 2-911737-01-6)
- Réflexions sur les divers génies du peuple romain dans les divers temps de la république, Napoli, Jovene, 1982
- Conversations et autres écrits philosophiques, Paris, Aveline, 1926
- Maximes et œuvres diverses, Paris, Éditions du Monde Moderne, 1900-1965
- Pensées d’Épicure précédées d’un Essai sur la morale d’Épicure, Paris, Payot 1900
- Pages choisies, Paris, La renaissance du livre, 1958
- Œuvres choisies, édition établie, annotée et introduite par Jacques Prévot. Paris, Hermann, 2016.

### En ligne
- Œuvres meslées de M. D. *** de S. Evremont Tome I Tome II Tome III Tome IV Tome V Tome VI Tome VII Tome VIII Tome IX Tome X Tome XI, Paris, C. Barbin, 1693.
- Œuvres mêlées de Saint-Évremond Tome I Tome II Tome III, Édition critique de Charles Giraud, Paris, J. Leon Techener fils, 1865.
- Œuvres choisies de Saint-Évremond, précédées d'une notice sur sa vie et ses ouvrages, par M. Hippeau, Paris, Firmin-Didot, 1852.
- Les Académistes : comédie, Paris, Charavay frères, 1879.